# Georg Dralle Parfüm- und Feinseifenwerke
Das Unternehmen Georg Dralle Parfüm- und Feinseifenwerke wurde 1852 in Hamburg als Fabrik für Parfüm-, Seifen und andere kosmetische Artikel gegründet. Es erlangte in der fast 140 Jahre andauernden Firmengeschichte internationale Bekanntheit. 1991 wurde die Firma an die französische L’Oréal verkauft.

## Gründer

Firmengründer Georg Justus Dralle (um 1885, im hohen Alter)

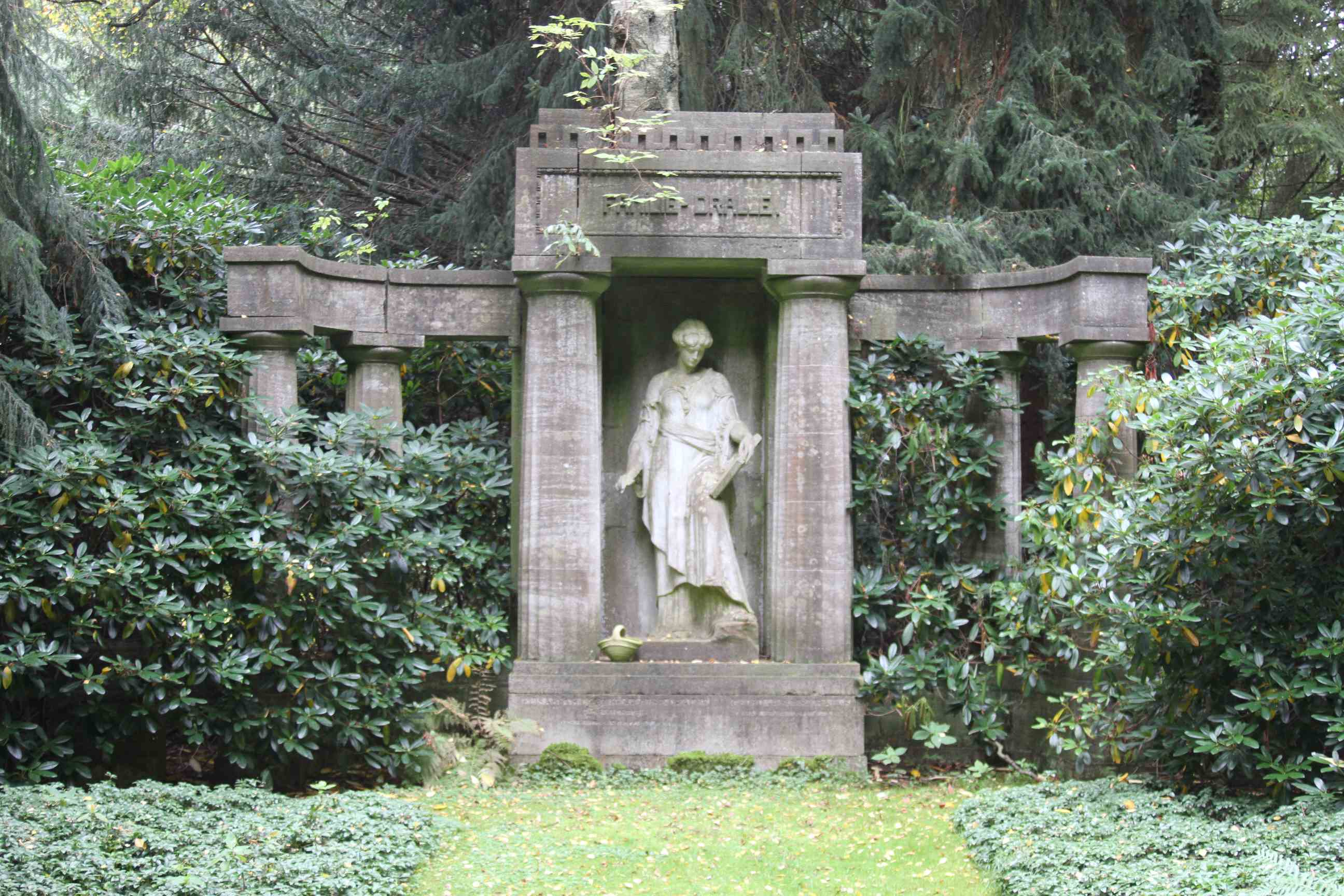
Grabanlage der Familie Dralle Grabstätte auf dem Friedhof Ohlsdorf

Georg Justus Dralle (* 31. März 1817 in Beverungen; † 10. März 1895 in Hamburg, beigesetzt im Familiengrab Dralle in Hamburg-Ohlsdorf) wurde als Sohn des Kaufmanns und Schiffers Justus Conrad Dralle und der Maria Anna Antoniette Köring geboren.
In Minden arbeitete er zunächst als Angestellter in einer chemischen Fabrik. Er zog dann nach Hamburg, erhielt 1852 den Bürgerbrief und gründete zugleich die Firma. Er eröffnete um 1854 am Steindamm ein Ladengeschäft, um seine ersten selbst kreierten Düfte und Kosmetika zu verkaufen. Im Dezember des gleichen Jahres heiratete er Elisabeth Dorothea Richter. Der Großteil der gemeinsamen Kinder und deren Nachfahren war später am Unternehmen beteiligt.

## Geschichte
1852 wurde die Firma Dralle an der Zollenbrücke gegründet und 1854 am Steindamm ein Ladengeschäft eröffnet. Zwei Jahre später wurden die ersten Seifen hergestellt und verkauft. 1876 entstand eine Zweigniederlassung mit Fabrikationsstätte in Altona.
Nach fast dreißigjährigem Bestehen wurde die Filiale am Steindamm wegen der Zollverhältnisse nach Ottensen umgesiedelt. 1886 traten die Söhne Emil Heinrich Justus (* 1. Oktober 1853; † 29. November 1928) und Julius Gustav Anton (* 8. Oktober 1854; † 27. Januar 1930) in das Geschäft ein. Die Firma Dralle wurde zur OHG. 1888 erfolgte eine Umsiedlung des Unternehmens nach Altona. Ein Jahr später kam das „septische Birkenwasser“ (später bekannt als „Birken-Haarwasser“ und „Birkin“) auf den Markt. Der Sohn Hugo Carl Johann (* 27. April 1865; † 28. März 1924) trat als Laborant und Sohn August Eduard Robert (* 26. April 1857; † 19. Februar 1909) als Vertreter der Firma bei. 1894 steigt auch der Sohn Eduard Herrmann Reinhard (* 2. Januar 1870; † 13. März 1940) als Chemiker in den Betrieb ein. 1895 starb Gründer Georg Justus Dralle und Sohn Emil Heinrich Justus besetzte den Posten des Geschäftsführers. Im selben Jahr wurde erstmals der Birkensaft für das „Birken Haarwasser“ im eigenen Birkenwald in Bönningstedt geerntet. Der Bau einer Fabrik für die Seifenherstellung in der Präsident-Krahn-Straße wurde zwei Jahre später abgeschlossen. 
Zur Jahrhundertwende wurde die Fabrikation in Tetschen für Österreich-Ungarn aufgenommen. Das dortige Fabrikgebäude wurde 1908 erweitert und eine erste Fabrik in Schweden wurde gebaut. Es folgten Niederlassungen in Basel, Warschau, Bukarest und in Bodenbach für den Export in die Tschechoslowakei. 1913 wurde eine Fabrik im Hamburger Freihafen erbaut, die ausschließlich für den Export produzierte.
- 1916: Eröffnung einer niederländischen Filiale zuerst in Amsterdam, dann in Schiedam unter Leitung von Herrn Hibbeler
- 1919: Leitung der niederländischen Tochtergesellschaft N.V. Parfümerieenfabriek „Lotus“ in Schiedam, durch Georg Reinhard Dralle (* 15. April 1894; † 15. Oktober 1969) bis 1933
- 1920: Bau einer Fabrik in der Schulstraße für die Herstellung des „Birkenwassers“, und auf Java die N.V. Georg Dralle in Garoet
- 1921: Auslandserweiterung in Meran und Tondern
- 1922: Weitere Sitze und Produktionsstätten in Zagreb, Danzig und Oslo. Umsiedlung der N.V. Georg Dralle auf Java nach Surabaya
- 1924: Fabrikationsstätte in St. Ludwig entsteht

Julius Eduard Wilhelm Dralle (* 19. April 1898; † 9. Januar 1967) wird 1925 Juniorpartner. Vier Jahre später stirbt Emil Dralle und Julius Dralle wird Niederlassungsleiter des Tochterunternehmens in Surabaya bis 1933.
- 1929: Die Geschäftsführung setzt sich nun in folgender Rangordnung zusammen: 1. Julius Gustav Anton, 2. Eduard, 3. Georg Reinhard (Sohn des Emil), 4. und 5. Julius und Erwin (Söhne des Eduard), 6. Hermann Breckwoldt (Sohn der Elisabeth Dralle)
- 1933: Geschäftsführung der N.V. Parfümerieen Toiletzeepfabriek Georg R. Dralle in Surabaya durch Georg Reinhard Dralle bis 1940
- 1940: Eduard stirbt. Julius und Georg R. Dralle sowie Hermann Breckwoldt sind jetzt an der Spitze der Leitung
- 1943: Eine durch den Luftangriff in Brand gesetzte Fabrik in Altona kann gerettet werden. Das Geschäftsgebäude in der Präsident-Krahn-Straße wird bis auf die Grundmauern ausgebombt.
- 1949: Hermann Breckwoldt wird erster Vorsitzender des Verbandes Deutscher Seifenfabrikanten e. V.
- 1959: Der geschäftsführende Gesellschafter Hermann Breckwoldt wird von Belgien für die wirtschaftlichen Verdienste geehrt.
- 1960: Am Altonaer Bahnhof wird ein neues vierstöckiges Bürohaus errichtet. Hier stand einst das 1943 ausgebombte Geschäftshaus.
- 1962: Inzwischen stellen wieder 26 Fabriken und Abfüllbetriebe in Europa und Übersee Dralle Produkte her.
- 1965: Zum 75. Male wird in den Wäldern von Bönningstedt der Saft von Birken für das Birkenwasser/Birkin geerntet.
- 1967: Julius Dralle stirbt. Hermann Breckwoldt erhält das Große Verdienstkreuz des Verdienstordens der BRD.
- 1969: Georg Reinhard Dralle stirbt.
- 1972: Jörg Breckwoldt tritt dem Unternehmen als geschäftsführender Gesellschafter ein.
- 1976: Die drei Geschäftsführer Frank, Jörg und Rolf Breckwoldt feiern den Umzug in das neue Steilshooper Geschäftsgebäude in der Gründgensstraße. Jetzt sind sämtliche Produktionszweige unter einem Dach vereint.
- 1979: Jörg Breckwoldt lädt zum „Ersten internationalen Kongreß“ der Haarforschung im Hamburger CCH ein.
- 1981: Die Tochterfirma Dr. Dralle Japan KK mit Sitz in Tokio und Osaka wird gegründet.
- 1984: Dralle übernimmt die Schweizer Ryf-Gruppe.
- 1986: Dralle wird Zulieferer für die neue Ryf Coiffeur GmbH. Es gibt jetzt die Dralle GmbH und Georg Dralle OHG.
- 1988: Dralle plant den Gang an die Börse. Dabei soll nicht nur die GmbH, sondern auch die als Holding fungierende Georg Dralle OHG einbezogen werden.
- 1989: Rückwirkend zum 1. Juli 1988 wird die Firma Georg Dralle Hamburg zur Aktiengesellschaft. Der Vorstand besteht aus vier Urenkeln des Georg Dralle und zwar Rolf, Jörg und Frank Breckwoldt sowie Alexander Georg Dralle. Der Gang an die Börse steht noch aus.

Ein Gang an die Börse scheint 1990 weiterhin aufgrund der aktuellen ungünstigen Lage unmöglich. Es wird eine Kooperation mit der VEB Florena Cosmetics GmbH vereinbart um Zugang zu den Ostdeutschen Märkten zu bekommen. 
1991 wird die Firma an den französischen Kosmetikkonzern L’Oréal verkauft. Dieser lässt daraufhin das Hamburger Werk zum Jahresende schließen.

## Produkte
- 1852: Parfüm – Lilionese

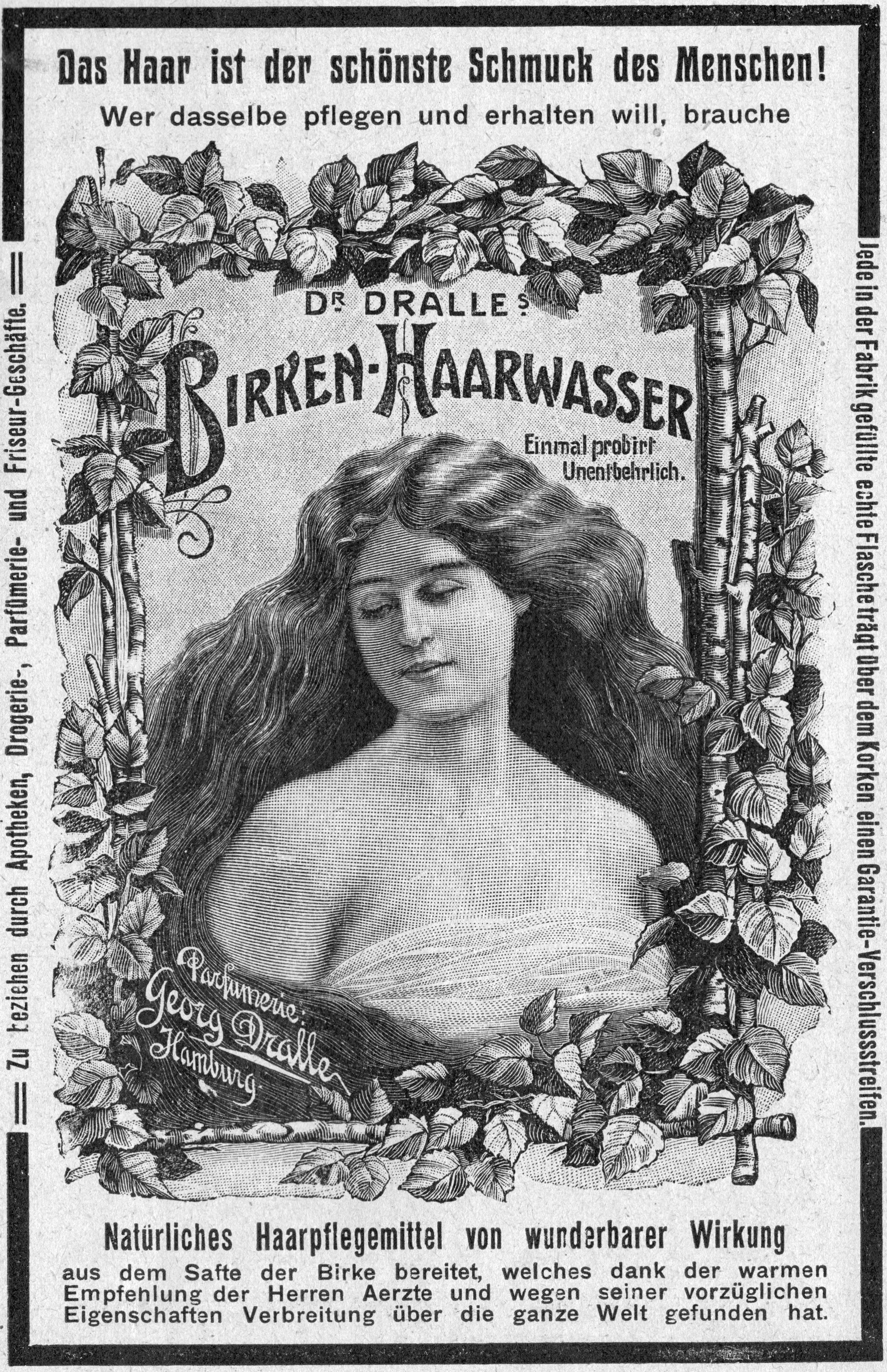
Werbung für Birken-Haarwasser (1904)

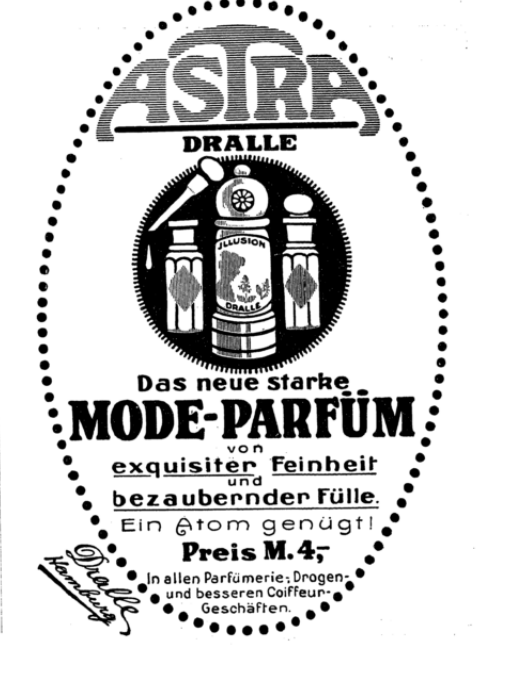
Astra (1912)

- 1880: Parfüm – Héliotrope, Colibri
- 1886: Parfüm – Lily of the Valley  (Maiglöckchen)
- 1887: Parfüm – Eau de Cologne
- 1889: Hautcreme – Malattine (aus Glycerin und Honiggelee)
- 1889: Haarwasser – antiseptisches Birkenwasser
- 1890: Parfüm – Milagro
- 1894: Parfüm – Pyrola
- 1896: Parfüm – Augusta-Victoria-Veilchen
- 1896: Zahnkosmetik – Sapodont (das Mittel zur Zahnreinigung)
- 1899: Haarfärbemittel – Neril
- 1900: Parfüm – Parum Violettina, Syringa, Narcisse, Narcisse Colibri
- 1908: Parfüm – Dralle’s Illusion: Maiglöckchen, Veilchen (Blütentropfen) ohne Alkohol
- 1909: Parfüm – Dralle
- 1910: Parfüm – Mami Water
- 1911: Parfüm – Heliotrope, Milagro, Lilac, Narzisse, Lily of the Valley (Maiglöckchen), Wistardia, Milagro, Nelke
- 1911: Parfüm – Dralle’s Illusion: Lilac, Rose, Violet, Ylang Ylang (Blütentropfen) ohne Alkohol
- 1919: Parfüm – Mustapha Pacha Kamel
- 1920: Parfüm – Ora e Sempre, Chypre Dralle, Paeonia, Sphinx, Tula
- 1924: Parfüm – Jasmine, Lilas, Ylang Ylang, Muguet, Violette (Veilchen), Orchidee, Trefle, Reseda, white Violet
- 1924: Seife – Feine Moschus Seife
- 1925: Lotion – Jasmin
- 1925: Haarkosmetik – Colibri Pomade „Ali Baba“
- 1927: Zahnkosmetik – Menta „Zahncreme“ und „Mundwasser“
- 1928: Parfüm – Lilac, Rose, Sunflower (Sonnenblume), Flieder
- 1930: Parfüm – Florida Poppy
- 1933: Hautkosmetik – „Bronzea“ – Hautöl
- 1960: Parfüm – Eau de Cologne „Colibri“
- 1963: Seife – Gewürzseife „nach alten Rezepten“
- 1965–?:  Volant
- ?: Parfüm  – Hawaii, Chunpaflor, Lavender, Bouquet Flora, Eau d’Hambourg, Bouquet der Vierlande
- ?: Kosmetik – Creme du serail, Dentrifice universel, Huile antique ou herbeuse, Pomade orientale, Eß Bouquet
- ?: Zahnkosmetik – Eau Cherubin (das Mittel gegen Zahnschmerzen)
- ?: Seife – Dralles balsamische Birkenseife
- ? -?  Borax „Schneewittchen“
- ?: Lotion – Stag – Lotion
- ?: Parfüm & Seife – Mia Cara
- ?: Hautkosmetik – Poudre Malattine